# Artavasdes IV d'Armènia
Artavasdes IV (en armeni Արտավազդ Գ) va ser rei d'Armènia del 5 aC al 4 aC. Formava part de la dinastia Artàxida.
Era fill del rei Artaxes II i germà de Tigranes III. A la mort de Tigranes III, probablement l'any 6 aC, va pujar al tron el seu fill Tigranes IV amb la seva germana-esposa Erato, (potser l'any 5 aC) sense l'aprovació d'August, i Roma ho va considerar un acte de rebel·lió. Els dos governants eren partidaris de l'Imperi Part. August va aprofitar la divisió que hi havia a la cort d'Armènia entre els pro romans i els pro parts per imposar al tron el candidat pro romà Artavasdes IV. El rei Fraates V de Pàrtia va impulsar una rebel·lió per tornar el tron a Tigranes IV, i Artavasdes no es va poder mantenir. Tigranes i la seva germana Erato van recuperar el regne i Artavasdes va mantenir la seva reivindicació al tron amb el suport romà fins a l'any 1. Va morir en un combat durant una expedició, l'any 2.